# Fresnes-sur-Marne
Fresnes-sur-Marne és un municipi francès, situat al departament de Sena i Marne i a la regió de Illa de França. L'any 2007 tenia 652 habitants.
Forma part del cantó de Claye-Souilly, del districte de Meaux i de la Comunitat de comunes Plaines et Monts de France.

## Demografia

### Població
El 2007 la població de fet de Fresnes-sur-Marne era de 652 persones. Hi havia 233 famílies, de les quals 37 eren unipersonals (8 homes vivint sols i 29 dones vivint soles), 46 parelles sense fills, 125 parelles amb fills i 25 famílies monoparentals amb fills.
La població ha evolucionat segons el següent gràfic:
Habitants censats

### Habitatges
El 2007 hi havia 246 habitatges, 233 eren l'habitatge principal de la família, 2 eren segones residències i 11 estaven desocupats. 221 eren cases i 25 eren apartaments. Dels 233 habitatges principals, 185 estaven ocupats pels seus propietaris, 42 estaven llogats i ocupats pels llogaters i 6 estaven cedits a títol gratuït; 3 tenien una cambra, 8 en tenien dues, 31 en tenien tres, 63 en tenien quatre i 127 en tenien cinc o més. 206 habitatges disposaven pel capbaix d'una plaça de pàrquing. A 80 habitatges hi havia un automòbil i a 135 n'hi havia dos o més.

### Piràmide de població
La piràmide de població per edats i sexe el 2009 era:
| Homes | Edats   | Dones |
| ----- | ------- | ----- |
| 0     | 95 o +  | 0     |
| 4     | 90 a 94 | 0     |
| 0     | 85 a 89 | 4     |
| 0     | 80 a 84 | 4     |
| 4     | 75 a 79 | 12    |
| 8     | 70 a 74 | 12    |
| 4     | 65 a 69 | 8     |
| 8     | 60 a 64 | 12    |
| 16    | 55 a 59 | 8     |
| 4     | 50 a 54 | 8     |
| 24    | 45 a 49 | 16    |
| 24    | 40 a 44 | 24    |
| 16    | 35 a 39 | 20    |
| 24    | 30 a 34 | 20    |
| 24    | 25 a 29 | 16    |
| 12    | 20 a 24 | 4     |
| 16    | 15 a 19 | 8     |
| 32    | 10 a 14 | 12    |
| 16    | 5 a 9   | 12    |
| 8     | 0 a 4   | 4     |

## Economia
El 2007 la població en edat de treballar era de 441 persones, 377 eren actives i 64 eren inactives. De les 377 persones actives 358 estaven ocupades (189 homes i 169 dones) i 18 estaven aturades (14 homes i 4 dones). De les 64 persones inactives 18 estaven jubilades, 30 estaven estudiant i 16 estaven classificades com a «altres inactius».

### Ingressos
El 2009 a Fresnes-sur-Marne hi havia 219 unitats fiscals que integraven 635 persones, la mediana anual d'ingressos fiscals per persona era de 26.339 €.

### Activitats econòmiques
Dels 22 establiments que hi havia el 2007, 3 eren d'empreses extractives, 1 d'una empresa de fabricació de material elèctric, 9 d'empreses de construcció, 3 d'empreses de comerç i reparació d'automòbils, 3 d'empreses de transport, 1 d'una empresa financera, 1 d'una empresa de serveis i 1 d'una empresa classificada com a «altres activitats de serveis».
Dels 9 establiments de servei als particulars que hi havia el 2009, 1 era una oficina de correu, 2 guixaires pintors, 1 fusteria, 3 lampisteries, 1 electricista i 1 empresa de construcció.
L'any 2000 a Fresnes-sur-Marne hi havia 5 explotacions agrícoles.

## Equipaments sanitaris i escolars
El 2009 hi havia una escola elemental integrada dins d'un grup escolar amb les comunes properes formant una escola dispersa.

## Poblacions més properes
El següent diagrama mostra les poblacions més properes.